# Ramin Jahanbegloo
Ramin Jahanbegloo (persiano: رامین جهانبگلو; Teheran, 1956) è un filosofo iraniano residente in Canada.

## Biografia
Ramin Jahanbegloo è nato a Teheran, in Iran. Ha un dottorato in filosofia dell'Università di Sorbona di Parigi, in Francia, dove ha vissuto per vent'anni. Era un medico post-dottorato in studi mediorientali presso l'Università di Harvard. È sposato con Azin Moalej e ha avuto una figlia di nome Afarin Jahanbegloo, cugino di filosofo e studioso persiano filosofo, Seyyed Hossein Nasr.

## Carriera accademica e intellettuale
L'attività intellettuale di Jahanbegloo si concentra sulla promozione del dialogo costruttivo tra culture divergenti.  Ha scritto numerosi libri e articoli in persiano, inglese e francese sull'argomento della filosofia e della modernità occidentale. Nel 1991 pubblica il suo libro Conversazioni con Isaiah Berlin in francese, che è stato tradotto in inglese e pubblicato l'anno successivo. Il libro registra una serie di interviste con il famoso filosofo Isaiah Berlin, che copre le questioni intellettuali che vanno dalla filosofia morale di Tolstoj al significato del liberalismo. Tra gli anni 1997-2001, è stato professore aggiunto di Scienze Politiche presso l'Università di Toronto in Canada.
Nel 2001 ha prestato servizio al National Endowment for Democracy come collega al programma finanziato federalmente, noto come il programma Reagan-Fascell Democracy Fellows.
Al suo ritorno a Teheran, è stato nominato capo del Dipartimento di Filosofia Contemporanea del Centro di Ricerca Culturale. Negli sforzi per promuovere il dialogo, ha intervistato studiosi e intellettuali provenienti da tutto il mondo, tra cui George Steiner, Noam Chomsky, Ashis Nandy e il Dalai Lama. Negli ultimi anni ha invitato Richard Rorty, Timothy Garton Ash, Antonio Negri e Michael Ignatieff e altri intellettuali occidentali in Iran.

## Detenzione politica
Il 15 maggio il Consiglio dell'Unione europea, dopo una riunione a Bruxelles, ha rilasciato un comunicato stampa che esprime preoccupazioni circa la detenzione di Jahanbegloo, incluso il suo messaggio che gli iraniani non dovrebbero comunicare o associarsi con i cittadini europei:
```
        "Il Consiglio è molto preoccupato per la detenzione del filosofo iraniano Dr. Ramin Jahanbegloo. Il Consiglio invita le autorità iraniane a non penalizzare i cittadini iraniani per i loro contatti con gli europei, comprese le ambasciate, le università e gli istituti culturali".
```

Il 19 maggio, più di 400 importanti figure internazionali, tra cui laureati di Nobel, studiosi e attivisti per i diritti umani, in una lettera aperta chiedevano l'immediata liberazione di Jahanbegloo. Tra i sottoscritti sono Noam Chomsky, J. Coetzee, Shirin Ebadi, Umberto Eco, Jürgen Habermas, Timothy Garton Ash, Leszek Kołakowski, Antonio Negri, Richard Rorty, Krzysztof Zanussi e Howard Zinn.

## Premi
Nell'ottobre 2009 Jahanbegloo è diventato il vincitore del Premio Pace dell'Associazione delle Nazioni Unite in Spagna per le sue estese opere accademiche per promuovere il dialogo tra le culture e la sua difesa per la non violenza.

## Opere
- Roberto Toscano e Ramin Jahanbegloo, Beyond Violence. Principles for an Open Century, New Delhi, Har-Anand Publications PVT, 2009.
- Talking Architecture: Raj Rewal in conversazione con Ramin Jahanbegloo (2009)
- Talking India: Conversazioni con Ashis Nandy (2006)
- Iran: tra tradizione e modernità (Incontri globali) (2004)
- Gandhi: Sorgenti ausiliarie della non violenza: Thoreau, Ruskin, Tolstoi (Le temps et les mots)
- Conversazioni con Isaiah Berlin (1991)

## Riferimenti
- https://www.nytimes.com/2007/12/27/books/27jaha.html?oref=slogin
- http://news.bbc.co.uk/2/hi/middle_east/4970120.stm
- https://web.archive.org/web/20171020033633/https://www.opendemocracy.net/democracy-irandemocracy/jahanbegloo_3867.jsp
- http://www.chronicle.com/article/I-am-not-a-spy-I-am-a/149089/